# Happy Wheels
Happy Wheels is een platformspel van softwareontwikkelaar Jim Bonacci. De game werd in 2010 ontwikkeld als browserspel. In 2015 en 2020 werd de game geporteerd naar respectievelijk iOS en Android. In Happy Wheels heeft de speler keuze uit verschillende personages waarmee de vele levels doorlopen worden. De game staat bekend om het gebruik van een ragdoll-engine en grof geweld.